# Roman Dziony
Roman Dziony (* 29. Dezember 1976) ist ein ehemaliger deutscher Basketballspieler.

## Werdegang
Dziony, ein 1,96 Meter großer Flügelspieler, war Mitglied der Reservemannschaft des Bundesligisten Basket Bayreuth und rückte während der Saison 1998/99, als die Oberfranken einen personellen Engpass durchlebten, ins Bundesliga-Aufgebot auf. Dziony wurde im Herbst 1998 und im Januar 1999 in insgesamt drei Bundesliga-Spielen zum Einsatz gebracht.
Nach dem Bundesliga-Abstieg der Bayreuther Mannschaft am Ende des Spieljahres 1998/99 und der Auflösung des Vereins Basket Bayreuth nahm Dziony am Neuaufbau im Bayreuther Leistungsbasketball teil: Er spielte mit dem Nachfolgeverein BBC Bayreuth in der 1. Regionalliga, stieg mit der Mannschaft 2000 in die 2. Basketball-Bundesliga auf und gewann in der Saison 1999/2000 ebenfalls den Bayerischen Pokalwettbewerb. Von 2002 bis 2005 gehörte Dziony dem Zweitligaaufgebot Bayreuths an.